# Tableau associatif
En informatique, un tableau associatif (aussi appelé dictionnaire ou table d'association) est un type de données associant à un ensemble de clefs, un ensemble correspondant de valeurs. Chaque clef est associée à une seule valeur (au plus) : un tableau associatif correspond donc à une application de domaine fini en mathématiques.
Du point de vue du programmeur, le tableau associatif peut être vu comme une généralisation du tableau : alors que le tableau traditionnel associe des entiers consécutifs à des valeurs, le tableau associatif associe des clefs d'un type arbitraire à des valeurs d'un autre type.
Les opérations usuellement fournies par un tableau associatif sont :
- ajout : association d'une nouvelle valeur à une nouvelle clef ;
- modification : association d'une nouvelle valeur à une ancienne clef ;
- suppression : suppression d'une clef ;
- recherche : détermination de la valeur associée à une clef, si elle existe.

Les tableaux associatifs sont utilisés couramment en informatique, par exemple dans les systèmes de fichiers, pour gérer la table des symboles des compilateurs durant l'analyse lexicale, pour accéder à la mémoire virtuelle, ou pour router les paquets dans un routeur.

## Exemples
On peut voir un annuaire téléphonique comme un tableau associatif, où les noms constituent les clefs et les numéros de téléphone les valeurs. Un autre exemple est celui d'un dictionnaire (au sens traditionnel), où les mots sont les clefs et les définitions les valeurs. Une table de base de données constitue également un tableau associatif dans lequel les valeurs sont des enregistrements complets (lignes). Une base de données entière peut être vue comme un ensemble de tableaux associatifs liés par les contraintes que constituent les règles d'Edgar Codd.

## Structures de données pour les tableaux associatifs
Les tableaux associatifs sont le plus souvent utilisés lorsque l'opération de recherche est la plus fréquente. Pour cette raison, la conception privilégie le plus souvent cette opération, au détriment de l'efficacité de l'ajout et de l'occupation mémoire par rapport à d'autres structures de données (telles que les listes d'association). Dans les routeurs, pour l'accès à la mémoire virtuelle, ou plus généralement quand le temps d'accès est très limité, un tableau associatif peut être implémenté au niveau matériel (voir mémoire adressable par contenu).
Dans la suite, {\displaystyle n} désigne le nombre d'éléments du tableau associatif.

### Représentations efficaces
Deux structures de données se montrent efficaces pour représenter les tableaux associatifs : la table de hachage et l'arbre équilibré. Les avantages et inconvénients respectifs de ces deux solutions sont les suivants :
- Les tables de hachage ont une meilleure complexité en moyenne pour l'insertion et la recherche ({\displaystyle O(1)}), alors que les arbres équilibrés ont une meilleure complexité dans le pire des cas ({\displaystyle O(\log {n})}), au lieu de ({\displaystyle O(n)}) pour certaines tables de hachage) ;
- Les tables de hachage ont une représentation mémoire généralement plus compacte ;
- Les arbres équilibrés peuvent aisément fournir des structures de données persistantes, ce qui est particulièrement mis en avant dans la programmation fonctionnelle ;
- Les tables de hachage nécessitent la définition d'une bonne fonction de hachage, ce qui peut être difficile à réaliser dans certains cas, alors que les arbres équilibrés ne demandent qu'un ordre total sur les clefs. Inversement, les tables de hachage peuvent être utilisées sur des clefs non ordonnées ;
- Les arbres équilibrés préservent l'ordre des clefs, permettant notamment d'effectuer un parcours des clefs dans l'ordre ou de localiser efficacement une clé proche d'une valeur donnée. Les tables de hachage, en revanche, ne préservent pas l'ordre des clefs (lorsqu'il existe).

### Listes d'association
Une manière inefficace (mais simple), de réaliser un tableau associatif (introduite dans Lisp en 1957) est une liste d'association, liste chaînée de paires clef-valeur. La recherche consiste alors à parcourir séquentiellement la liste jusqu'à trouver une clef donnée ; elle est donc de complexité {\displaystyle O(n)}. La liste d'association possède les avantages suivants :
- Aucune fonction sur les clefs n'est nécessaire (telle qu'une relation d'ordre ou une fonction de hachage) ;
- L'ajout est réalisable en temps constant (il suffit de l'effectuer en tête de liste) ;
- Pour de très petits tableaux associatifs (premiers téléphones mobiles, par exemple), les listes d'associations consomment moins de mémoire que d'autres structures de données[réf. nécessaire].

### Représentations spécialisées
Si les clefs ont un type particulier, il est parfois possible d'obtenir de meilleures performances en utilisant une structure de données spécialisée. Par exemple, il est possible d'utiliser un arbre de Patricia si les clefs sont des entiers (lorsque les clefs sont trop clairsemées pour qu'un tableau traditionnel puisse être utilisé). D'une manière plus générale, un trie peut être utilisé dès que les clefs ont une structure de mots. On évite alors de nombreuses comparaisons lorsque plusieurs clefs ont des préfixes communs, ce qui est le cas par exemple dans les tables de routage.

## Prise en charge dans les langages de programmation

### C++
Code source C++ utilisant un tableau associatif via la classe map de la bibliothèque standard :
```
#include
 
<map>

#include
 
<string>

using
 
namespace
 
std
;

int
 
main
()

{

   
map
 
<
string
,
 
string
>
 
repertoire
;

   
repertoire
[
"Jean Dupont"
]
     
=
 
"01.02.03.04.05"
;

   
repertoire
[
"François Martin"
]
 
=
 
"02.03.04.05.06"
;

   
repertoire
[
"Louis Durand"
]
    
=
 
"03.04.05.06.07"
;

   
return
 
0
;

}

```

Le tableau associatif ci-dessus est aussi appelé dictionnaire notamment parce qu'il permet de faire des recherches rapides, sans parcourir le tableau entier.

### OCaml
Le langage OCaml fournit trois sortes de tableaux associatifs dans sa bibliothèque standard. La plus simple est une liste de paires :
```
#
 
let
 
m
 
=
 
[
"Sally Smart"
,
 
"555-9999"
;

           
"John Doe"
,
 
"555-1212"
;

           
"J. Random Hacker"
,
 
"553-1337"
];;

val
 
m
 
:
 
(
string
 
*
 
string
)
 
list
 
=

  
[(
"Sally Smart"
,
 
"555-9999"
);
 
(
"John Doe"
,
 
"555-1212"
);

   
(
"J. Random Hacker"
,
 
"553-1337"
)]

#
 
List
.
assoc
 
"John Doe"
 
m
;;

-
 
:
 
string
 
=
 
"555-1212"

```

La seconde est une table de hachage polymorphe :
```
#
 
let
 
m
 
=
 
Hashtbl
.
create
 
3
;;

val
 
m
 
:
 
(
'
_
a
,
 
'
_
b
)
 
Hashtbl
.
t
 
=
 
<
abstr
>

#
 
Hashtbl
.
add
 
m
 
"Sally Smart"
 
"555-9999"
;

  
Hashtbl
.
add
 
m
 
"John Doe"
 
"555-1212"
;

  
Hashtbl
.
add
 
m
 
"J. Random Hacker"
 
"553-1337"
;;

-
 
:
 
unit
 
=
 
()

#
 
Hashtbl
.
find
 
m
 
"John Doe"
;;

-
 
:
 
string
 
=
 
"555-1212"

```

Enfin, la dernière est un dictionnaire purement applicatif (réalisé par des arbres AVL) :
```
#
 
include
 
(
Map
.
Make
(
String
));;

...

#
 
let
 
m
 
=
 
empty
 
          
|>
 
add
 
"Sally Smart"
 
"555-9999"

          
|>
 
add
 
"John Doe"
 
"555-1212"

          
|>
 
add
 
"J. Random Hacker"
 
"553-1337"
;;

val
 
m
 
:
 
string
 
t
 
=
 
<
abstr
>

#
 
find
 
"John Doe"
 
m
;;

-
 
:
 
string
 
=
 
"555-1212"

```

Les listes de paires et les dictionnaires sont des structures de données persistantes, car purement fonctionnelles. Les tables de hachage sont au contraire des structures de données impératives, de meilleure efficacité que les listes et les AVL en général[réf. nécessaire].

### Javascript
En Javascript, les tableaux associatifs sont appelés objets, la classe de base se nommant Object.
```
// définition de l'objet 

const
 
agenda
 
=
 
{

  
lundi
:
 
'dodo'
,
 

  
mardi
:
 
'dodo'
,

  
mercredi
:
 
'resto'
 

}

// ajout dynamique de clés/valeurs

agenda
.
jeudi
 
=
 
'apero'

// modification des clés/valeurs existante

agenda
.
mardi
 
=
 
'apero'

delete
 
agenda
.
lundi

// Pour obtenir une liste des clés

const
 
jours
 
=
 
Object
.
keys
(
agenda
)

// Pour obtenir une liste des valeurs

const
 
activités
 
=
 
Object
.
values
(
agenda
)

// Plusieurs manières de faire une boucle sur ces valeurs

for
 
(
const
 
key
 
in
 
agenda
)
 
{

  
const
 
value
 
=
 
agenda
[
key
]

  
console
.
log
(
`
${
key
}
 c'est 
${
value
}
 : ça va être super bien`
)

}

// ou bien

Object
.
keys
(
agenda
).
forEach
(
key
 
=>
 
{

  
const
 
value
 
=
 
agenda
[
key
]

  
console
.
log
(
`
${
key
}
 c'est 
${
value
}
 : ça va être super bien`
)

})

```

À noter que c'est de cette notation d'objet en javascript que vient le format standard d'échange de données JavaScript Object Notation, abrégé en JSON.

### PHP et Perl
Code source PHP utilisant un tableau associatif :
```
$dico
 
=
 
array
(
 
"lundi"
=>
"dodo"
,

               
"mardi"
=>
"dodo"
,

               
"mercredi"
=>
"resto"
  
);

echo
 
$dico
[
"lundi"
];

foreach
(
$dico
 
as
 
$key
=>
$value
)

{

    
echo
 
"Le 
$key
 c'est 
$value
."
;

}

```

Le même code en Perl :
```
%dico
 
=
 
(

    
lundi
    
=>
 
'dodo'
,
 

    
mardi
    
=>
 
'dodo'
,

    
mercredi
 
=>
 
'resto'
 

);

print
 
"$dico{lundi}\n"
;

foreach
 
$key
 
(
sort
 
keys
 
%dico
)

{

    
print
 
"Le $key c'est $dico{$key}.\n"
;

}

```

Sortie écran dans les deux cas :
```
dodo
Le lundi c'est dodo
Le mardi c'est dodo
Le mercredi c'est resto
```

### Python
Code source Python créant et affichant le contenu d'un tableau associatif, plus communément appelé dictionnaire :
```
monuments
 
=
 
{
"La tour Eiffel"
:
 
"à Paris"
,

             
"La statue de la liberté"
:
 
"à New-York"
,

             
"Le nombre de visiteurs de la tour Eiffel"
:
 
6930000

}

for
 
clef
 
in
 
monuments
.
keys
():

    
print
(
"
{}
 est 
{}
"
.
format
(
clef
,
 
monuments
[
clef
]))

```

Comme le montre l'exemple, les dictionnaires peuvent contenir n'importe quel type de variable ou d'objets. Cette caractéristique est d'ailleurs aussi valable pour les listes ou les tuples. Le résultat sera :
```
La tour Eiffel est à Paris
La statue de la liberté est à New-York
Le nombre de visiteurs de la tour Eiffel est 6930000
```

### WLangage (WINDEV)
```
Monuments est un tableau associatif de chaînes = [["La tour Eiffel", "à Paris"],
             ["La statue de la liberté", "à New-York"],
             ["Le nombre de visiteurs de la tour Eiffel", 6930000]
]
 
// Parcourt les monuments
POUR TOUT Valeur, Cle de Monuments
	Trace("[%sCle%] est [%sValeur%]")
FIN

```